# John Holloway (taekwondo)
John Holloway (18 de noviembre de 1950) es un deportista estadounidense que compitió en taekwondo. Ganó dos medallas de bronce en el Campeonato Mundial de Taekwondo en los años 1977 y 1979, y una medalla de oro en el Campeonato Panamericano de Taekwondo de 1978.

## Palmarés internacional
| Campeonato Mundial      | Campeonato Mundial        | Campeonato Mundial | Campeonato Mundial |
| Año                     | Lugar                     | Medalla            | Categoría          |
| ----------------------- | ------------------------- | ------------------ | ------------------ |
| 1977                    | Chicago (Estados Unidos)  | Medalla de bronce  | +80 kg             |
| 1979                    | Stuttgart (RFA)           | Medalla de bronce  | –78 kg             |
| Campeonato Panamericano |                           |                    |                    |
| Año                     | Lugar                     | Medalla            | Categoría          |
| 1978                    | Ciudad de México (México) | Medalla de oro     | –80 kg             |